# طبيعة العلوم
طبيعة العلوم (بالإنجليزية: Nature of Science) هو مصطلح يشير إلى موضوعات مختلفة تتعلق بعلم اجتماع العلوم وفلسفة العلوم وتاريخ العلوم. إنها معرفة وصفية عن العلم نتاج تحليل متعدد التخصصات لمجالات المعرفة هذه، جنبًا إلى جنب مع المتخصصين في تعليم العلوم والعلماء. بهذه الطريقة، تم تطبيق دراسة النظريات من منظور علم الاجتماع في المجال التعليمي، بهدف تحقيق فهم أفضل لطبيعة الألفاظ وطريقة إنتاجها ونقلها إلى المجتمع.

## الخصائص
بالنسبة للعديد من المؤلفين، يشير المصطلح على وجه التحديد إلى نظرية المعرفة للعلم ويشير بشكل أساسي إلى القيم والافتراضات الجوهرية للمعرفة العلمية، بينما بالنسبة للمتخصصين الآخرين، يشير المفهوم إلى جوانب أوسع مثل كيفية عمل العلم، وما هو العلم، وكيفية المعرفة التي يتم تطويرها وبناءها، والمنهجية المستخدمة لنشر المعرفة المذكورة والتحقق من صحتها، من بين قضايا أخرى.
وبالمثل، يسعى مفهوم طبيعة العلم إلى الاعتراف بالقيم الضمنية في صياغة النظريات والألفاظ، مع الأخذ في الاعتبار أن العلم ليس محايدًا، فهو يعتمد على المصالح الاجتماعية والاقتصادية والجوانب التاريخية، بالإضافة إلى خضوعه للمراجعة الدائمة.
هذا يعني النظر في العلم خارج نطاق المعرفة الثابت وغير المتغير المتوخى في المنهج العلمي. إنه يفترض مفهومًا مرتبطًا بالمجتمع المعرفي، دون إهمال بيئة المجتمع العلمي حيث يقوم بمهمة تطوير فرضياته ونظرياته.

## طبيعة العلوم وتعليم القيم
تستند العلاقة بين تعليم العلوم وتعليم القيم على حقيقة أن الأفراد يعبرون عن تفسيرات قيمة حول الظواهر الثقافية والاجتماعية. لا يفلت العلم وبنائه من السياق التاريخي الذي تتولد فيه النظريات والتي في الواقع، تتأثر بقيم العصر. تم تأطير هذا في فرضية أن تدريس المصطلحات المتعلقة بالمعرفة التقانية العلمية ليس محايدًا، لأن المفاهيم حول الطريقة التي يتم بها بناء العلم تتأثر بالعوامل الأخلاقية والمعنوية لنفس العلماء.
يفترض تعليم العلوم القصدية فيما يتعلق بنقل القيم ذات الطبيعة التجريبية. الحياد بمعنى التحليل والتشكيك في المقترحات الأخلاقية من خلال نهج متعدد التخصصات وشامل.
بهذه الطريقة، فإن القيم موجودة في الممارسة التربوية والطريقة التي يتم بها تكييف المفاهيم المتعلقة بطبيعة العلوم في التحويل التعليمي، ليتم تدريسها. يهدف التصور من المنظور الأخلاقي إلى مقاربة العلم من منظور إنساني يرتبط بالبناء الجماعي للمعرفة لصالح المجتمعات.